# Виноградівка (Житомирський район)
Виногра́дівка (до 1946 року — Війтівці) — село в Україні, у Любарській селищній територіальній громаді Житомирського району Житомирської області. Кількість населення становить 162 особи (2001). У 1941—54 роках — адміністративний центр колишньої однойменної сільської ради.

## Населення
За довідником 1885 року в селі мешкало 260 осіб, налічувалося 34 дворових господарства, наприкінці 19 століття — 598 мешканців, дворів — 96.
Відповідно до результатів перепису населення Російської імперії 1897 року, загальна кількість мешканців села становила 624 особи, з них: православних — 374, римокатоликів — 241, чоловіків — 315, жінок — 309.
У 1906 році чисельність населення становила 632 мешканці, дворів — 119, у 1923 році — 673 особи, дворів — 128.
Відповідно до перепису населення СРСР 17 грудня 1926 року, чисельність населення становила 587 особи, з них 277 чоловіків та 310 жінок; етнічний склад: українців — 378, євреїв — 4, поляків — 205. Кількість домогосподарств — 136.
Відповідно до результатів перепису населення СРСР, кількість населення, станом на 12 січня 1989 року, становила 191 особу. Станом на 5 грудня 2001 року, відповідно до перепису населення України, кількість мешканців села становила 162 особи.

### Мова
Розподіл населення за рідною мовою за даними перепису 2001 року:
| Мова       | Кількість | Відсоток |
| ---------- | --------- | -------- |
| українська | 159       | 98.15%   |
| російська  | 3         | 1.85%    |
| Усього     | 162       | 100%     |

## Історія
Час заснування — невідомий. У 1753 році останній острозький ординат князь Януш Сангушко, роздаючи власність Острозької ординації, подарував село Війтівці, разом з іншими навколишніми селами, богуславському старості князеві Любомирському.
У другій половині 19 століття — село Гордіївської волості Новоград-Волинського повіту Волинської губернії. Була дерев'яна, на кам'яному підмурівку, покрита бляхою церква, невідомо коли й ким збудована. У 1876 році прибудовано дерев'яну на кам'яному фундаменті дзвіницю, покриту бляхою. При церкві 45 десятин землі, на яку є проєкт від 1851 року. Дворів 38, вірян 306. Церква приписана до парафії у с. Меленці, за 2 версти.
За довідником 1885 року — колишнє власницьке село Гордіївської волості Новоград-Волинського повіту Волинської губернії. Були церковна парафія, школа.
На початку 20 століття — село Новочарторийської волості Новоград-Волинського повіту Волинської губернії, за 80 верст від повітового центру, м. Новоград-Волинський.
У 1906 році — село Ново-Чарторийської волості (4-го стану) Новоград-Волинського повіту Волинської губернії. Відстань до повітового центру, м. Новоград-Волинський, становила 60 верст, до волосного центру, містечка Нова Чортория — 15 верст. Найближче поштово-телеграфне відділення розміщувалося у Новій Чорториї.
За переписом 1911 року, 14,296 десятин землі належало Генрихові Стецькому.
У березні 1921 року село, в складі волості, увійшло до новоутвореного Полонського повіту Волинської губернії. У 1923 році включене до складу новоствореної Меленецької сільської ради, яка 7 березня 1923 року увійшла до складу новоутвореного Любарського району Житомирської округи. Розміщувалося за 15,5 версти від районного центру, міст. Любар, та 2 версти — від центру сільської ради, с. Меленці. 17 червня 1925 року Любарський район передано до складу Бердичівської округи. Відстань до центру сільської ради, с. Меленці — 1 верста, до районного центру, міст. Любар — 16 верст, до окружного центру в Бердичеві — 55 верст, до найближчої залізничної станції Романів — 5 верст.
У 1941 році у селі створено окрему, Війтовецьку сільську раду Любарського району. 7 червня 1946 року, відповідно до указу Президії Верховної ради Української РСР «Про збереження історичних найменувань та уточнення і впорядкування існуючих назв сільрад і населених пунктів Житомирської області», село перейменовано на Виноградівку, сільську раду — на Виноградівську. 11 серпня 1954 року, відповідно до указу Президії Верховної Ради Української РСР «Про укрупнення сільських рад по Житомирській області», Виноградівську сільську раду ліквідовано, с. Виноградівка підпорядковане Меленецькій сільській раді Любарського району. З 30 грудня 1962 року до 4 січня 1965 року село, разом із сільською радою, перебувало в складі Дзержинського району Житомирської області.
10 березня 2017 року увійшло до складу новоутвореної Любарської селищної територіальної громади Любарського району Житомирської області. Від 19 липня 2020 року, разом з громадою, в складі новоствореного Житомирського району Житомирської області.